# Mistrovství Evropy v zápasu řecko-římském 1992
Mistrovství Evropy v zápasu řecko-římském 1992 se konalo v dánské Kodani.

## Výsledky

### Muži
| Kategorie | Zlato                | Stříbro            | Bronz             |
| --------- | -------------------- | ------------------ | ----------------- |
| 48 kg     | Lars Rønningen       | Iliuță Dăscălescu  | Zafar Gulijev     |
| 52 kg     | Alfred Ter-Mkrtčjan  | Bratan Cenov       | Remzi Öztürk      |
| 57 kg     | Rıfat Yıldız         | Marian Sandu       | Isaak Theodoridis |
| 62 kg     | Sergej Martynov      | Hugo Dietsche      | Jenő Bódi         |
| 68 kg     | Ghani Yalouz         | Attila Repka       | Valeri Nikitin    |
| 74 kg     | Mnacakan Iskandarjan | Yvon Riemer        | Erhan Balcı       |
| 82 kg     | Thomas Zander        | Magnus Fredriksson | Goran Kasum       |
| 90 kg     | Maik Bullmann        | Ivailo Yordanov    | Tibor Komáromi    |
| 100 kg    | Andrzej Wroński      | Ibraguim Shovjalov | Andreas Steinbach |
| 130 kg    | Alexandr Karelin     | Ioan Grigoraș      | György Kékes      |